# Camellia edithae
Camellia edithae är en tvåhjärtbladig växtart som beskrevs av Henry Fletcher Hance. Camellia edithae ingår i släktet Camellia och familjen Theaceae. Inga underarter finns listade i Catalogue of Life.